# Maserknolle

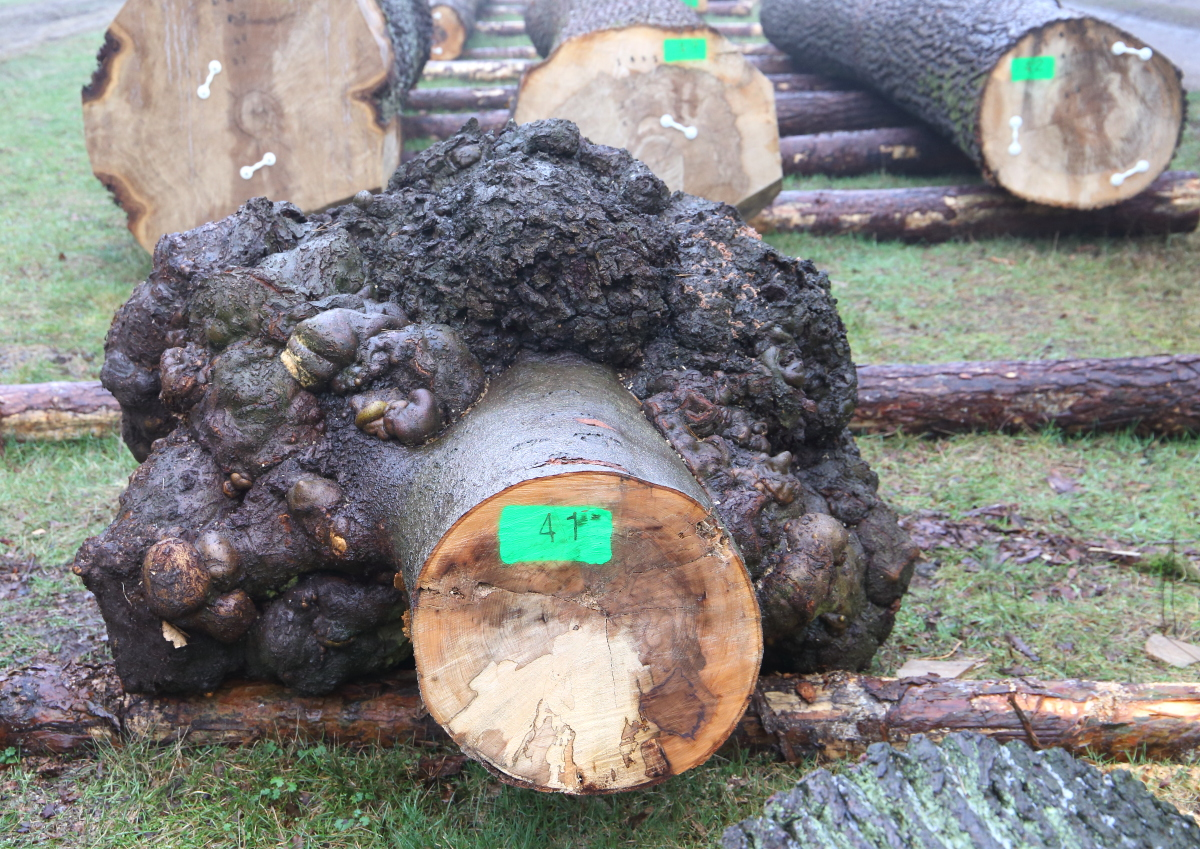
Maserknollen eines Buchenstamms in Mecklenburg

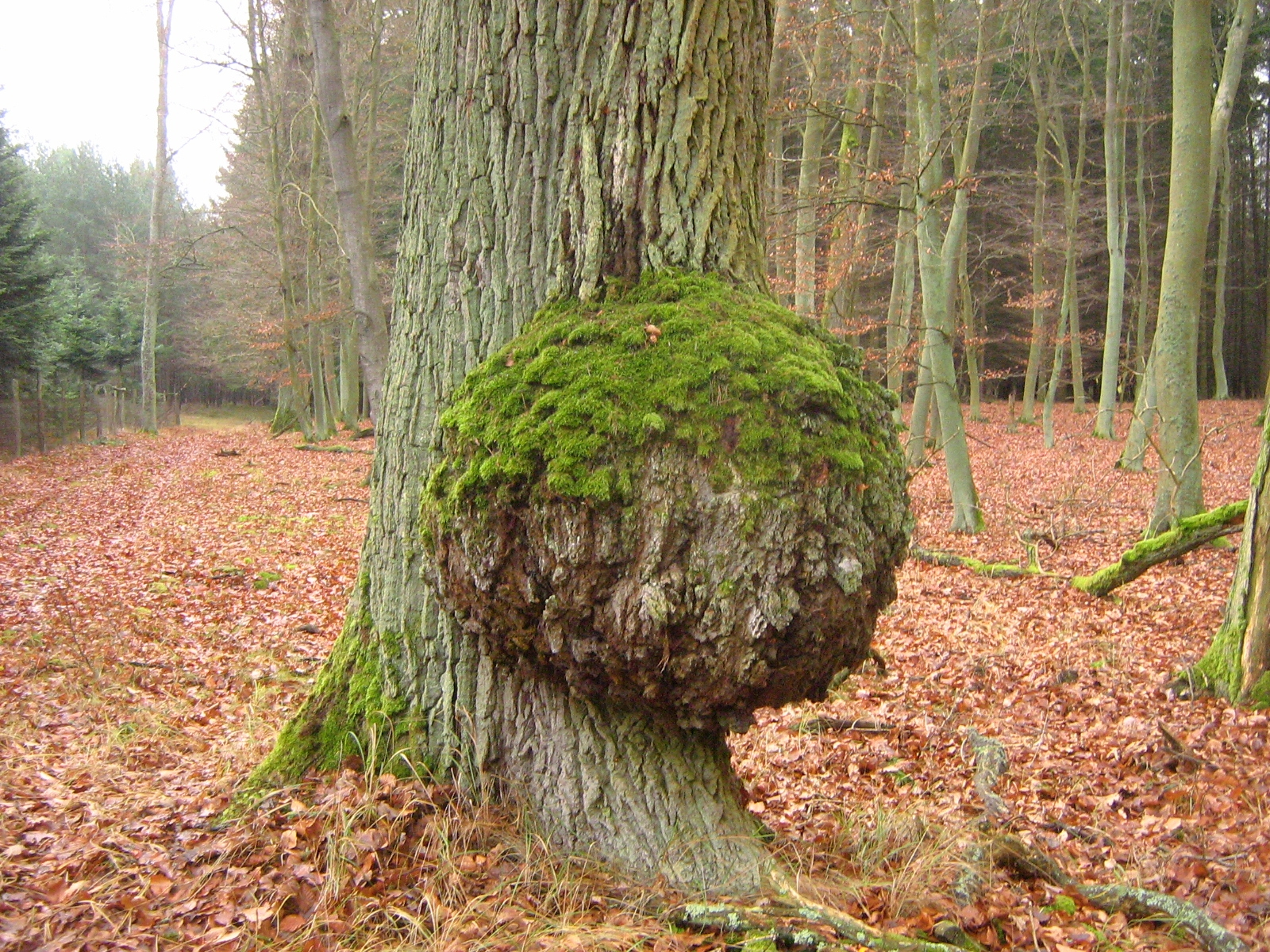
Traubeneiche mit einer großen Maserknolle in den Brohmer Bergen

Eine Maserknolle, auch Maserkropf oder Holzkropf, oder fälschlich als Wurzelholz bezeichnet, ist eine Wucherung am Baum, die ein gemasertes Holz ergibt.

## Beschaffenheit
Maserknollen sind Zellwucherungen, die in der Regel durch das Bakterium Agrobacterium tumefaciens ausgelöst werden. Dieses schleust mit Plasmiden Bruchstücke des eigenen Genoms in das von Zellen höherer Pflanzen ein und löst im Befallsbereich ein ungehemmtes Wachstum aus. Die Knollen sind an einer deutlichen Verdickung am Stamm, häufig im unteren Stammabschnitt, zu erkennen.
Eine weitere Ursache für die Bildung von Maserknollen ist massenhaftes Austreiben schlafender Knospen auf engstem Raum. Das Wachstum dieser Knollen kann zum Beispiel durch wiederholte mechanische Entfernung von Wasserreisern gefördert werden.
Ob es sich bei einer Wucherung am Stamm um eine Maserknolle handelt, lässt sich erst durch Aufschlagen sicher bestimmen. Verwechslungsgefahr besteht zum Beispiel mit dem Kropf, der zwar äußerlich der Maserknolle ähnelt, aber nicht aus dem Austrieb schlafender Knospen, sondern durch Verbreiterung von Jahrringen entstanden ist. Deshalb werden Knollen beim Holzverkauf auf Submissionen für den Verkauf aufgeschlagen.

## Verwendung
Fast immer werden Maserknollen zu Furnier aufgearbeitet. Maserknollen von Walnussbäumen, die oft an den Veredelungsstellen durch aufgepfropfte Reiser entstehen, werden vor allem für Möbel und Interieur in Luxusautomobilen sowie im Möbelbau verwendet.
Als sehr kostspieliges Massivholz wird Maserholz für die Griffe teurer Luxusmesser oder auch für gedrechselte Schreibgeräte wie Kulis und Füllhalter verwendet. Auch für die Schäfte von edlen Jagd- oder Sportgewehren wird besonders auffällig gemasertes Edelholz verwendet.
Das rötliche Holz der unterirdisch wachsenden Maserknollen der Baumheide Erica arborea kommt unter der Bezeichnung Bruyère in den Handel und wird fast ausschließlich zur Herstellung von Pfeifenköpfen verwendet.
Maserknollenholz der Walnuss wird oft fälschlich als Wurzelnuss bezeichnet, obwohl es kein Holz aus der Wurzel darstellt. Das Holz der Wurzelstöcke von Nussbäumen ist dagegen wertloses und nicht auffällig gemasertes Holz.